# けものフレンズ (ゲーム)
『けものフレンズ』は、けものフレンズプロジェクトによる『けものフレンズ』を原案とするゲーム作品。

## 概要
| 2015 | けものフレンズ                     |
| 2016 |                                    |
| 2017 |                                    |
| 2018 | けものフレンズぱびりおん           |
| 2018 | けものフレンズ：ぱずるごっこ       |
| 2018 | けものフレンズ FESTIVAL            |
| 2018 | けものフレンズピクロス             |
| 2019 | けものフレンズ3                    |
| 2019 | けものフレンズ3 プラネットツアーズ |

けものフレンズプロジェクト発足当時のクライアント側からの要望として、ゲーム・漫画・アニメの3つが存在しており、2015年にゲームアプリ『けものフレンズ』がネクソンからリリースされた。
2016年12月14日にゲームアプリ『けものフレンズ』はサービス終了したが、2017年放送のテレビアニメ版が好調だったこともあり、ブシロードの主導でけものフレンズプロジェクトGとして、ゲーム作品が再始動となった。
2018年には、けものフレンズプロジェクト2Gの作品として、家庭用ゲーム機用のダウンロードソフト『けものフレンズピクロス』が販売され、翌年には『けものフレンズ3』も配信開始となっている。
海外展開も行っており、『けものフレンズぱびりおん』の簡体字中国語版として『动物朋友展览区』や、『けものフレンズ3』の繁体字中国語版として『動物朋友3』が、ローカライズされたほか、中国語圏でリリースされたのちグローバル展開している『Kemono Friends Kingdom』（日本国内では未配信）がある。

## けものフレンズ（ネクソン版ゲーム）
配信元はネクソン。Android版は2015年3月16日に、iOSは同年3月19日よりサービス開始。完全無料プレイ（2016年3月31日8時59分までは基本無料・アイテム課金制）。
サービス開始1周年となる2016年3月16日に完全無料化を発表、同年3月31日より課金システムを廃止した完全無料制へと移行した。2016年12月14日にサービスを終了した。
ネクソンのCFOである植村士朗は2017年2月10日に行われた決算説明会において、「テレビアニメ版が人気であることは聞いているが、昨年取り組んだ時とは状況が異なる。日々の重要業績評価指標を考慮しながらゲームを運用しているため、ゲーム運営当時は継続している状況ではなかった。今も続けていればということはあったかもしれないが、あくまで「けものフレンズ」は終わったタイトルであると考えている」と述べ、ゲーム版の運営の再開には否定的であった。ただし広報部は、ゲーム版再開の可能性はあり、社内で検討中であると回答している。

### システム（ネクソン版ゲーム）
RPGと称されているが、実際のゲームデザインはリアルタイムストラテジーに近い。

#### クエスト攻略の流れ
最大5人のアニマルガール（以下・フレンズ）によるパーティを編成し、左から右へスクロールする「Wave」で構成されたクエストを攻略する。
Wave内では「KP（けもパワー）」と呼ばれるリソースを消費してフレンズを出撃させ、「セルリアン」と呼ばれる敵ユニットを倒しながら進行する。Wave内の敵ユニットを全滅させるか設定されたゴール地点へフレンズを到達させるとWaveクリアとなる。逆に、敵ユニットが左端へ達すると敗北（クエスト失敗）となる。
KPはけものLv（リソース上限）の上昇やフレンズのランクアップ・スキル（フレンズごとに設定されている特殊攻撃）発動にも使用される。
スキル発動時に、他のフレンズのスキルを発動させることで、けもリンクが発生する。最大5人でけもリンクを起こすことができる。けもリンクを発生させることによって、スキルの効果が上昇する。スキル名がそれぞれのスキル名を組み合わせたものに変化する。

#### フレンズの入手とカスタマイズ
フレンズの入手は基本的に「スカウト」と呼ばれるシステムで行われるが、一部はクエストクリア報酬による入手も可能。
フレンズはクエスト報酬などで得られるストックEXPを振り分けることで戦闘を重ねる事無くレベルアップすることが可能。レアリティごとにレベル上限が存在するが、同一フレンズの入手や「野性解放」と呼ばれるアイテムを使用することでレベル上限を開放できる。
装備欄はパラメータを変化させるアクセサリと外見が変化するコスチュームが1枠ずつ存在する。アクセサリは専用クエスト、コスチュームは専用チケットや一部クエストドロップで入手できる。

### フレンズ一覧（ネクソン版ゲーム）
全てのフレンズには4種の攻撃タイプと3種3色の属性が設定されており、属性はそれぞれ対応した色のセルリアンに対して有利となる。実装されたフレンズ数は365体。
一部のフレンズには「グループ」と呼ばれるカテゴリが存在し、グループ内のフレンズ同士でスキルを発動させると「グループリンク」と呼ばれる特殊効果が発生する。
限定・四神・強敵フレンズは通常の野性解放アイテムによる解放は不可能で、限定フレンズは同一フレンズ入手および「特殊野性解放」アイテム使用で、四神・強敵フレンズは同一フレンズ入手でのみ解放可能。
名前欄の括弧内はクエストデモなどで呼ばれる愛称。

#### パッション
属性カラーは赤。
| 名前                                   | 声           | レアリティ | 攻撃タイプ | グループ               | 備考                   |
| -------------------------------------- | ------------ | ---------- | ---------- | ---------------------- | ---------------------- |
| サーバル                               | 野中藍       | ★★★        | 近距離     | にゃんにゃんファミリー | ゲーム開始時に自動入手 |
| ニホンオオカミ                         | 神田朱未     | ★★★★★      | 近距離     | オオカミ連盟           |                        |
| アフリカニシキヘビ（アカニシ）         | 神田朱未     | ★          | 中距離     | チーム・噛んじゃうぞ   | チュートリアル報酬     |
| チーター                               | 斉藤佑圭     | ★★★★       | 近距離     | 百獣の王の一族         |                        |
| ヒグマ                                 | 大空直美     | ★★★        | 近距離     | パワフルっ娘連合       | クエストクリア報酬     |
| ホッキョクグマ                         | 大和田仁美   | ★★★★       | 近距離     | パワフルっ娘連合       |                        |
| オーロックス                           | 大和田仁美   | ★★★        | 近距離     | パワフルっ娘連合       |                        |
| キュウビキツネ                         | 照井春佳     | ★★★★★      | 遠距離     |                        |                        |
| ナミチスイコウモリ（ナミちー）         | 神田朱未     | ★★★★       | 遠距離     |                        |                        |
| インパラ                               | 斉藤佑圭     | ★★         | 中距離     | けも勇槍騎士団         |                        |
| アメリカビーバー                       | 白石涼子     | ★★         | 近距離     |                        |                        |
| フェネック                             | 藤井ゆきよ   | ★★         | 近距離     |                        |                        |
| エリマキトカゲ（エリー）               | 広橋涼       | ★★         | 中距離     | チーム・噛んじゃうぞ   |                        |
| アカカンガルー                         | 照井春佳     | ★★         | 近距離     | エプロン愛好会         |                        |
| コツメカワウソ                         | 大和田仁美   | ★          | 回復       | ウォーターカールズ     |                        |
| アライグマ（アライさん）               | 大空直美     | ★★         | 近距離     |                        |                        |
| スナネコ                               | 斉藤佑圭     | ★★         | 回復       | にゃんにゃんファミリー |                        |
| ニホンイノシシ                         | 浅野真澄     | ★★         | 近距離     | パワフルっ娘連合       |                        |
| シロサイ                               | 白石涼子     | ★★★        | 中距離     | パワフルっ娘連合       | クエストクリア報酬     |
| ハクトウワシ                           | 白石涼子     | ★★★        | 遠距離     |                        |                        |
| インドゾウ                             | 照井春佳     | ★★★        | 回復       | パワフルっ娘連合       |                        |
| トムソンガゼル（ルル）                 | 浅野真澄     | ★★★        | 中距離     | けも勇槍騎士団         | クエストクリア報酬     |
| オカピ                                 | 神田朱未     | ★★         | 近距離     |                        |                        |
| ニホンジカ                             | 大和田仁美   | ★          | 近距離     | けも勇槍騎士団         |                        |
| タテガミオオカミ                       | 神田朱未     | ★★★★       | 近距離     | オオカミ連盟           |                        |
| マーゲイ                               | 照井春佳     | ★★         | 近距離     | にゃんにゃんファミリー |                        |
| ユキウサギ                             | 伊藤かな恵   | ★★★        | 近距離     |                        |                        |
| タスマニアデビル（タビー）             | 大空直美     | ★★★        | 近距離     | エプロン愛好会         |                        |
| エジプトガン                           | 前田愛       | ★★★        | 近距離     |                        |                        |
| ホワイトタイガー                       | 宇和川恵美   | ★★★★★      | 近距離     | 百獣の王の一族         |                        |
| シマリス                               | 下地紫野     | ★★★★       | 近距離     |                        |                        |
| ヒョウ                                 | 前田愛       | ★★★★       | 近距離     | にゃんにゃんファミリー |                        |
| ロスチャイルドキリン（ロスっち）       | 前田愛       | ★★★        | 近距離     |                        |                        |
| キュウシュウムササビ                   | 宇和川恵美   | ★★★        | 近距離     |                        |                        |
| ショウジョウトキ                       | 奥谷楓       | ★★★        | 中距離     |                        |                        |
| ワニガメ                               | 前田愛       | ★★★        | 近距離     | チーム・噛んじゃうぞ   |                        |
| ニシツノメドリ（パフィン）             | 伊藤かな恵   | ★★★        | 遠距離     |                        | 限定フレンズ           |
| イリエワニ                             | 宇和川恵美   | ★★★        | 近距離     | チーム・噛んじゃうぞ   |                        |
| コハクチョウ                           | 加隈亜衣     | ★★★★★      | 回復       |                        |                        |
| シフゾウ                               | 前田愛       | ★★★★       | 回復       | けも勇槍騎士団         |                        |
| ブームスラング                         | 諏訪彩花     | ★★★★       | 近距離     | チーム・噛んじゃうぞ   |                        |
| オグロプレーリードッグ                 | 宇和川恵美   | ★★         | 近距離     |                        |                        |
| ユーラシアカワウソ                     | 伊藤かな恵   | ★★★        | 近距離     | ウォーターガールズ     |                        |
| オオアルマジロ（オルマー）             | 相沢舞       | ★★★★★      | 近距離     |                        | 限定フレンズ           |
| グレビーシマウマ                       | 今野宏美     | ★★★        | 近距離     |                        | 限定フレンズ           |
| トナカイ                               | 長妻樹里     | ★★★★★      | 近距離     | けも勇槍騎士団         |                        |
| ユキヒツジ                             | 加隈亜衣     | ★★★★★      | 回復       | けも勇槍騎士団         |                        |
| シロイワヤギ                           | 相沢舞       | ★★★★       | 近距離     | けも勇槍騎士団         |                        |
| サイガ                                 | 今野宏美     | ★★★        | 中距離     | けも勇槍騎士団         |                        |
| ジャガー                               | 長妻樹里     | ★★★★       | 近距離     | 百獣の王の一族         |                        |
| ミミナガバンディクート                 | 加隈亜衣     | ★★★        | 近距離     | エプロン愛好会         |                        |
| ジェンツーペンギン（ジェーン）         | 金魚わかな   | ★★★★★      | 遠距離     | ウォーターガールズ     |                        |
| セーブルアンテロープ（ルプ）           | 佐藤朱       | ★★★★★      | 近距離     | けも勇槍騎士団         |                        |
| クアッガ                               | 相沢舞       | ★★★★       | 近距離     |                        |                        |
| シマスカンク                           | 下地紫野     | ★★★        | 近距離     |                        |                        |
| モリイノシシ                           | 佐藤朱       | ★★★★★      | 近距離     | パワフルっ娘連合       |                        |
| ダーウィンフィンチ（ダー）             | 大西沙織     | ★★★★★      | 遠距離     | まったり浮遊部         |                        |
| オオフウチョウ                         | 庄司宇芽香   | ★★★★       | 近距離     | まったり浮遊部         |                        |
| キジ                                   | 金子有希     | ★★★★       | 近距離     | まったり浮遊部         |                        |
| ヒクイドリ                             | 後藤友香里   | ★★★        | 近距離     |                        |                        |
| ジャコウウシ                           | 金子有希     | ★★★★       | 近距離     | パワフルっ娘連合       |                        |
| ハイイロギツネ                         | 今野宏美     | ★★★★       | 中距離     |                        |                        |
| オグロスナギツネ                       | 森下由樹子   | ★★★★★      | 回復       |                        |                        |
| クビワペッカリー（クーちゃん）         | 石上静香     | ★★★        | 近距離     |                        | 限定フレンズ           |
| ダチョウ                               | 佐藤朱       | ★★★        | 近距離     |                        |                        |
| イヌワシ                               | 津田美波     | ★★★        | 遠距離     |                        |                        |
| イタリアオオカミ                       | 石上静香     | ★★★★       | 近距離     | オオカミ連盟           |                        |
| ドール                                 | 津田美波     | ★★★★       | 近距離     | オオカミ連盟           |                        |
| メキシコオオカミ                       | 矢作紗友里   | ★★★        | 近距離     | オオカミ連盟           |                        |
| エゾヒグマ（カムイ）                   | 鹿野優以     | ★★★★★      | 近距離     | パワフルっ娘連合       |                        |
| ズキンアザラシ（ズッキン）             | 庄司宇芽香   | ★★★★       | 近距離     | ウォーターガールズ     |                        |
| シベリアオオヤマネコ（ベリー）         | 和多田美咲   | ★★★★       | 近距離     | にゃんにゃんファミリー |                        |
| アジアンゴールデンキャット（アンジー） | Lynn         | ★★★★       | 近距離     | にゃんにゃんファミリー |                        |
| アマゾンツリーボア（アマボア）         | 金子有希     | ★★★★★      | 近距離     | チーム・噛んじゃうぞ   |                        |
| ラーテル                               | 高柳知葉     | ★★★★       | 近距離     |                        | 限定フレンズ           |
| ドングリキツツキ（ツッキー）           | 矢作紗友里   | ★★★        | 近距離     | まったり浮遊部         |                        |
| セグロジャッカル                       | Lynn         | ★★★★       | 近距離     | オオカミ連盟           |                        |
| オナガラケットハチドリ（ラッケ）       | 鹿野優以     | ★★★★       | 遠距離     | まったり浮遊部         |                        |
| ジョフロイネコ（ジョフ）               | 金子有希     | ★★★        | 近距離     | にゃんにゃんファミリー |                        |
| コトドリ                               | 沼倉愛美     | ★★★★       | 遠距離     | まったり浮遊部         |                        |
| マダラスカンク                         | 諏訪彩花     | ★★★★★      | 近距離     |                        |                        |
| オマキヤマアラシ（アジー）             | 石上静香     | ★★★★       | 近距離     |                        |                        |
| ケープライオン                         | 山崎はるか   | ★★★★★      | 近距離     | 百獣の王の一族         |                        |
| マサイライオン（マイラ）               | 長江里加     | ★★★★       | 近距離     | 百獣の王の一族         |                        |
| アフリカンゴールデンウルフ（アルル）   | 大森加奈女   | ★★★★★      | 近距離     | オオカミ連盟           |                        |
| イワシャコ                             | 庄司宇芽香   | ★★★        | 遠距離     | まったり浮遊部         |                        |
| キクイタダキ                           | 金子有希     | ★★★        | 遠距離     | まったり浮遊部         |                        |
| アカアシガメ                           | 津田美波     | ★★★★       | 近距離     | チーム・噛んじゃうぞ   |                        |
| インドホシガメ                         | 前田綾香     | ★★★★       | 中距離     | チーム・噛んじゃうぞ   |                        |
| オコジョ                               | 三上枝織     | ★★★★★      | 近距離     |                        |                        |
| ニルガイ                               | のぐちゆり   | ★★★        | 中距離     |                        |                        |
| バンドウイルカ（ドルカ）               | 大森加奈女   | ★★★★★      | 近距離     |                        |                        |
| マイルカ（マルカ）                     | 祖山桃子     | ★★★        | 中距離     |                        |                        |
| キバノロ                               | 前田綾香     | ★★★        | 近距離     | けも勇槍騎士団         | 限定フレンズ           |
| カッコウ                               | Lynn         | ★★★        | 遠距離     | まったり浮遊部         |                        |
| キョクアジサシ                         | 今野宏美     | ★★★        | 遠距離     |                        |                        |
| フクロギツネ                           | 津田美波     | ★★★        | 近距離     | エプロン愛好会         |                        |
| メガネカイマン                         | 村川梨衣     | ★★★★       | 近距離     | チーム・噛んじゃうぞ   |                        |
| カモノハシ                             | 今野宏美     | ★★★★★      | 中距離     | ウォーターガールズ     | 限定フレンズ           |
| インドサイ                             | 安西英美     | ★★★★       | 中距離     | パワフルっ娘連合       |                        |
| シーサー・レフティ                     | 村川梨衣     | ★★★★★      | 近距離     | 百獣の王の一族         |                        |
| シーサー・ライト                       | 木村珠莉     | ★★★★★      | 近距離     | 百獣の王の一族         |                        |
| アカホエザル                           | 山崎はるか   | ★★★        | 近距離     |                        |                        |
| チュウゴクオオカミ（リンリン）         | 村川梨衣     | ★★★★       | 近距離     | オオカミ連盟           |                        |
| シンリンオオカミ（リンカ）             | 山崎はるか   | ★★★★★      | 近距離     | オオカミ連盟           |                        |
| オオミチバシリ                         | 三上枝織     | ★★★        | 中距離     |                        |                        |
| オウギワシ                             | 三上枝織     | ★★★★       | 近距離     |                        | 限定フレンズ           |
| チンパンジー（シーラ）                 | 祖山桃子     | ★★★        | 遠距離     |                        |                        |
| ビクーニャ                             | 花房里枝     | ★★★        | 近距離     |                        |                        |
| ビャッコ                               | 石上静香     | ★★★★★      | 近距離     |                        | 四神フレンズ           |
| スザク                                 | 佐藤朱       | ★★★★★      | 遠距離     |                        | 四神フレンズ           |
| カマイタチ・転（カマイチ）             | 高橋美衣     | ★★★★★      | 近距離     |                        | 強敵フレンズ           |
| カマイタチ・切（カマジ）               | 花房里枝     | ★★★★★      | 中距離     |                        | 強敵フレンズ           |
| カマイタチ・治（カマミツ）             | 辻美優       | ★★★★★      | 回復       |                        | 強敵フレンズ           |
| ディアトリマ                           | 花房里枝     | ★★★★★      | 近距離     |                        | 強敵フレンズ           |
| ニホンリス                             | 高橋美衣     | ★★★★★      | 近距離     |                        |                        |
| スプリングボック（リボック）           | 野中藍       | ★★★★       | 中距離     | けも勇槍騎士団         |                        |
| オブトフクロモモンガ（ロモモ）         | 國府田マリ子 | ★★★        | 近距離     | エプロン愛好会         |                        |
| チンチラ                               | 高野麻里佳   | ★★★        | 近距離     |                        |                        |
| ヤマタノオロチ                         | 桑島法子     | ★★★★★      | 中距離     | チーム・噛んじゃうぞ   | 強敵フレンズ           |

#### クール
属性カラーは青。
| 名前                                 | 声           | レアリティ | 攻撃タイプ | グループ               | 備考               |
| ------------------------------------ | ------------ | ---------- | ---------- | ---------------------- | ------------------ |
| キタキツネ                           | 斉藤佑圭     | ★★★        | 近距離     |                        |                    |
| ニホンカワウソ                       | 野中藍       | ★          | 回復       | ウォーターガールズ     | チュートリアル報酬 |
| トラ                                 | 白石涼子     | ★★★        | 近距離     | 百獣の王の一族         |                    |
| アラビアオリックス（ラビラビ）       | 神田朱未     | ★★★        | 中距離     | けも勇槍騎士団         |                    |
| トキ                                 | 照井春佳     | ★★★        | 回復       |                        | クエストクリア報酬 |
| ヘラジカ                             | 照井春佳     | ★★★        | 近距離     | けも勇槍騎士団         |                    |
| クロサイ                             | 大空直美     | ★★★        | 中距離     | パワフルっ娘連合       |                    |
| リョコウバト                         | 白石涼子     | ★★★        | 近距離     |                        |                    |
| カバ                                 | 藤井ゆきよ   | ★★★        | 近距離     | パワフルっ娘連合       |                    |
| クジャク                             | 藤井ゆきよ   | ★★★        | 回復       |                        |                    |
| キンシコウ                           | 藤井ゆきよ   | ★★★        | 近距離     |                        |                    |
| シロクジャク                         | 藤井ゆきよ   | ★★★★       | 遠距離     |                        |                    |
| タイリクオオカミ                     | 野中藍       | ★★★★       | 近距離     | オオカミ連盟           |                    |
| トピ                                 | 藤井ゆきよ   | ★★         | 中距離     | けも勇槍騎士団         |                    |
| アカミミガメ（アカミ）               | 大空直美     | ★          | 近距離     | チーム・噛んじゃうぞ   |                    |
| バーバリライオン（バリー）           | 浅野真澄     | ★★★★★      | 近距離     | 百獣の王の一族         |                    |
| ツチノコ                             | 浅野真澄     | ★★★★★      | 近距離     | チーム・噛んじゃうぞ   |                    |
| アメリカバイソン（メリィ）           | 野中藍       | ★          | 中距離     | パワフルっ娘連合       |                    |
| アイアイ                             | 広橋涼       | ★          | 近距離     |                        |                    |
| アフリカオオコノハズク（コノハ博士） | 斉藤佑圭     | ★★         | 近距離     | まったり浮遊部         |                    |
| カリフォルニアアシカ（フォルカ）     | 大和田仁美   | ★★         | 近距離     | ウォーターガールズ     |                    |
| オオフラミンゴ                       | 大空直美     | ★★         | 遠距離     |                        |                    |
| コヨーテ                             | 広橋涼       | ★★★        | 近距離     | オオカミ連盟           |                    |
| タカ                                 | 斉藤佑圭     | ★★★★       | 遠距離     |                        |                    |
| ギンギツネ                           | 白石涼子     | ★★★★       | 近距離     |                        |                    |
| ワシミミズク（ミミ助手）             | 大和田仁美   | ★★         | 近距離     | まったり浮遊部         |                    |
| キングチーター                       | 伊藤かな恵   | ★★★★★      | 近距離     | 百獣の王の一族         |                    |
| クロヒョウ                           | 奥谷楓       | ★★★★       | 近距離     | にゃんにゃんファミリー |                    |
| ピューマ                             | 伊藤かな恵   | ★★★        | 近距離     | にゃんにゃんファミリー |                    |
| ミーアキャット                       | 竹内若子     | ★★         | 近距離     | にゃんにゃんファミリー |                    |
| ヤブノウサギ                         | 竹内若子     | ★★★★       | 近距離     |                        |                    |
| マルタタイガー（ルター）             | 森下由樹子   | ★★★★★      | 近距離     | 百獣の王の一族         |                    |
| ヒッパリオン                         | 相沢舞       | ★★★★       | 回復       |                        |                    |
| コクチョウ                           | 長妻樹里     | ★★         | 遠距離     |                        |                    |
| プーズー                             | 宇和川恵美   | ★★★★       | 中距離     | けも勇槍騎士団         |                    |
| ジャイアントモア                     | 宇和川恵美   | ★★★        | 近距離     |                        |                    |
| コモドドラゴン（コモモ）             | 諏訪彩花     | ★★★★★      | 近距離     | チーム・噛んじゃうぞ   |                    |
| パンサーカメレオン                   | 諏訪彩花     | ★★★        | 近距離     | チーム・噛んじゃうぞ   |                    |
| ガラパゴスゾウガメ                   | 諏訪彩花     | ★★★        | 近距離     | チーム・噛んじゃうぞ   |                    |
| マナヅル                             | 前田愛       | ★★★★       | 遠距離     |                        |                    |
| トキイロコンドル                     | 奥谷楓       | ★★★        | 遠距離     |                        |                    |
| オオセンザンコウ（センちゃん）       | 山下まみ     | ★★★★★      | 近距離     |                        | 限定フレンズ       |
| エゾシカ                             | 高柳知葉     | ★★★★       | 中距離     | けも勇槍騎士団         |                    |
| リムガゼル                           | 森下由樹子   | ★★★        | 中距離     | けも勇槍騎士団         |                    |
| サーベルタイガー                     | 相沢舞       | ★★★★★      | 中距離     | 百獣の王の一族         |                    |
| ブラックジャガー                     | 松井恵理子   | ★★★★       | 近距離     | 百獣の王の一族         |                    |
| ウンピョウ                           | 山下まみ     | ★★★        | 近距離     | にゃんにゃんファミリー |                    |
| ヒメクビワカモメ                     | 森下由樹子   | ★★         | 遠距離     |                        |                    |
| コウテイペンギン（コウテイ）         | 金子有希     | ★★★★★      | 近距離     | ウォーターガールズ     |                    |
| ジャガランディ                       | 加隈亜衣     | ★★★★       | 中距離     | にゃんにゃんファミリー | 限定フレンズ       |
| アモイトラ                           | 後藤友香里   | ★★★★       | 近距離     | 百獣の王の一族         |                    |
| ケツァール                           | 佐藤朱       | ★★★★★      | 遠距離     | まったり浮遊部         |                    |
| ハイイログマ                         | 高橋花林     | ★★★★★      | 近距離     | パワフルっ娘連合       |                    |
| ニホンツキノワグマ                   | 加隈亜衣     | ★★★★       | 近距離     | パワフルっ娘連合       |                    |
| マルミミゾウ                         | 石上静香     | ★★★        | 遠距離     | パワフルっ娘連合       |                    |
| クルペオギツネ                       | 加隈亜衣     | ★★★        | 中距離     |                        |                    |
| ヤタガラス                           | 大西沙織     | ★★★★★      | 遠距離     | まったり浮遊部         |                    |
| ハシブトガラス                       | 石上静香     | ★★★★       | 遠距離     | まったり浮遊部         |                    |
| マレーバク                           | 金子有希     | ★★★        | 中距離     |                        |                    |
| グアダルーペカラカラ（ルペラ）       | 矢作紗友里   | ★★★★★      | 中距離     |                        |                    |
| ハヤブサ                             | 高橋未奈美   | ★★★        | 近距離     |                        |                    |
| キンイロジャッカル（キンコ）         | 後藤友香里   | ★★★★★      | 近距離     | オオカミ連盟           |                    |
| コディアックヒグマ（コヒマ）         | 矢作紗友里   | ★★★★       | 近距離     | パワフルっ娘連合       |                    |
| バビルサ                             | 高野麻里佳   | ★★★★       | 中距離     |                        | 限定フレンズ       |
| ボブキャット                         | 前田綾香     | ★★★★★      | 近距離     | にゃんにゃんファミリー |                    |
| ユキヒョウ                           | 大西沙織     | ★★★★★      | 近距離     | にゃんにゃんファミリー | 限定フレンズ       |
| マーブルキャット                     | 高橋未奈美   | ★★★        | 近距離     | にゃんにゃんファミリー | 限定フレンズ       |
| ホッキョクキツネ                     | 大西沙織     | ★★★★       | 近距離     |                        |                    |
| シバテリウム                         | 和多田美咲   | ★★★★★      | 中距離     |                        |                    |
| ケープキリン                         | Lynn         | ★★★        | 回復       |                        |                    |
| キュウシュウフクロウ（キューティー） | 石上静香     | ★★★★       | 中距離     | まったり浮遊部         |                    |
| メンフクロウ                         | 一木千洋     | ★★★★★      | 遠距離     | まったり浮遊部         |                    |
| ブラックバック                       | Lynn         | ★★★★★      | 中距離     | けも勇槍騎士団         | 限定フレンズ       |
| アルパカ・スリ                       | 前田綾香     | ★★★★       | 回復       |                        | 限定フレンズ       |
| フクロオオカミ                       | 長妻樹里     | ★★★        | 近距離     | エプロン愛好会         |                    |
| ガウル                               | 金魚わかな   | ★★★        | 遠距離     | パワフルっ娘連合       |                    |
| トランスバールライオン（トーリャ）   | 山崎はるか   | ★★★★       | 近距離     | 百獣の王の一族         |                    |
| ヘビクイワシ                         | 村川梨衣     | ★★★★★      | 近距離     |                        |                    |
| クロテン                             | 祖山桃子     | ★★★        | 中距離     |                        |                    |
| ディンゴ                             | 高橋未奈美   | ★★★★       | 近距離     | オオカミ連盟           |                    |
| ションブルクジカ                     | 矢作紗友里   | ★★★★       | 中距離     | けも勇槍騎士団         |                    |
| ブラウンキーウィ                     | 川上莉央     | ★★★★       | 遠距離     |                        |                    |
| ビントロング                         | 井上里奈     | ★★★★★      | 中距離     | にゃんにゃんファミリー | 限定フレンズ       |
| イッカク                             | のぐちゆり   | ★★★★★      | 中距離     |                        |                    |
| シナウスイロイルカ（ナルカ）         | 長江里加     | ★★★★       | 回復       |                        |                    |
| ホッキョクオオカミ                   | 鹿野優以     | ★★★★★      | 近距離     | オオカミ連盟           |                    |
| ゴルゴプスカバ                       | 矢作紗友里   | ★★★★       | 遠距離     | パワフルっ娘連合       |                    |
| ボルネオオランウータン（オルコ）     | 木村珠莉     | ★★★★★      | 近距離     |                        |                    |
| クロクスクス                         | 鹿野優以     | ★★★★       | 遠距離     | エプロン愛好会         |                    |
| ヒメウォンバット                     | 高野麻里佳   | ★★★        | 回復       | エプロン愛好会         |                    |
| メガネグマ（メグ）                   | 木村珠莉     | ★★★★★      | 近距離     | パワフルっ娘連合       |                    |
| ハシビロコウ                         | 村川梨衣     | ★★★★★      | 近距離     | まったり浮遊部         |                    |
| ハブ                                 | 村川梨衣     | ★★★        | 近距離     | チーム・噛んじゃうぞ   |                    |
| ツンドラオオカミ（ツンコ）           | 井上里奈     | ★★★        | 近距離     | オオカミ連盟           |                    |
| インドオオカミ（インカ）             | 沼倉愛美     | ★★★        | 近距離     | オオカミ連盟           | 限定フレンズ       |
| フォークランドカラカラ（クララ）     | 沼倉愛美     | ★★★★★      | 近距離     |                        | 限定フレンズ       |
| フォッサ                             | 桑島法子     | ★★★★       | 近距離     | にゃんにゃんファミリー |                    |
| ステラーカイギュウ                   | 辻美優       | ★★★★       | 近距離     | ウォーターガールズ     |                    |
| ゲンブ                               | 庄司宇芽香   | ★★★★★      | 中距離     |                        | 四神フレンズ       |
| セーバル                             | 野中藍       | ★★★        | 近距離     | にゃんにゃんファミリー | クエストクリア報酬 |
| イヌガミギョウブ                     | 國府田マリ子 | ★★★★★      | 中距離     |                        | 強敵フレンズ       |
| ダイアウルフ                         | 國府田マリ子 | ★★★★★      | 近距離     | オオカミ連盟           | 強敵フレンズ       |
| キングコブラ                         | 吉川未来     | ★★★★★      | 中距離     | チーム・噛んじゃうぞ   | 強敵フレンズ       |
| プロングホーン（プホン）             | 國府田マリ子 | ★★★★       | 中距離     | けも勇槍騎士団         |                    |
| ジャージー                           | 安西英美     | ★★★★       | 回復       |                        |                    |
| ガンジー                             | 一木千洋     | ★★★        | 近距離     |                        |                    |
| ロバ                                 | 安西英美     | ★★★        | 近距離     |                        |                    |
| ターパン                             | 前田綾香     | ★★★        | 遠距離     |                        |                    |
| ハイイロリングテイル（ローリー）     | 桑島法子     | ★★★        | 中距離     | エプロン愛好会         |                    |
| フクロムササビ（ロム）               | 吉川未来     | ★★★        | 回復       | エプロン愛好会         |                    |
| マンドリル                           | 長江里加     | ★★★        | 近距離     |                        |                    |
| オオアリクイ                         | 國府田マリ子 | ★★★★★      | 近距離     |                        | 強敵フレンズ       |

#### ピュア
属性カラーは緑。
| 名前                                   | 声           | レアリティ | 攻撃タイプ | グループ               | 備考                   |
| -------------------------------------- | ------------ | ---------- | ---------- | ---------------------- | ---------------------- |
| コアラ                                 | 藤井ゆきよ   | ★★★        | 回復       | エプロン愛好会         | ゲーム開始時に自動入手 |
| ジャイアントパンダ                     | 広橋涼       | ★★★        | 回復       | パワフルっ娘連合       |                        |
| タンチョウ                             | 野中藍       | ★★★        | 遠距離     |                        |                        |
| アミメキリン（アミィ）                 | 広橋涼       | ★★★★       | 近距離     |                        |                        |
| オイナリサマ                           | 浅野真澄     | ★★★★★      | 近距離     |                        |                        |
| タヌキ                                 | 野中藍       | ★          | 近距離     |                        | チュートリアル報酬     |
| アードウルフ                           | 照井春佳     | ★★★        | 近距離     | オオカミ連盟           |                        |
| セイウチ                               | 広橋涼       | ★★★        | 近距離     | ウォーターガールズ     |                        |
| カラカル                               | 広橋涼       | ★★★        | 近距離     | にゃんにゃんファミリー | クエストクリア報酬     |
| 人面魚（コイちゃん）                   | 大和田仁美   | ★★★★★      | 回復       | ウォーターガールズ     |                        |
| メキシコサラマンダー（サラ）           | 浅野真澄     | ★★★★★      | 遠距離     | チーム・噛んじゃうぞ   |                        |
| マンモス                               | 神田朱未     | ★★★★       | 近距離     | パワフルっ娘連合       |                        |
| サバンナシマウマ                       | 野中藍       | ★★         | 近距離     |                        |                        |
| ピーチパンサー                         | 藤井ゆきよ   | ★★★★★      | 回復       | にゃんにゃんファミリー |                        |
| オセロット                             | 白石涼子     | ★★★★       | 近距離     | にゃんにゃんファミリー |                        |
| アフリカゾウ                           | 野中藍       | ★★★★       | 近距離     | パワフルっ娘連合       |                        |
| ニホンアナグマ                         | 神田朱未     | ★          | 近距離     |                        |                        |
| カルフォルニアラッコ                   | 照井春佳     | ★          | 中距離     | ウォーターガールズ     |                        |
| レッサーパンダ                         | 広橋涼       | ★★         | 近距離     |                        |                        |
| カピバラ                               | 斉藤佑圭     | ★★         | 近距離     |                        |                        |
| アゴヒゲアザラシ（タマちゃん）         | 大和田仁美   | ★★★        | 近距離     | ウォーターガールズ     |                        |
| カルガモ                               | 浅野真澄     | ★★         | 遠距離     |                        |                        |
| ヒトコブラクダ                         | 白石涼子     | ★          | 近距離     |                        |                        |
| ライオン                               | 浅野真澄     | ★★★★       | 近距離     | 百獣の王の一族         |                        |
| ミナミコアリクイ                       | 大空直美     | ★★         | 近距離     |                        |                        |
| アルパカ・ワカイヤ                     | 大空直美     | ★★         | 回復       |                        |                        |
| ホンドテン                             | 松井恵理子   | ★★★        | 近距離     |                        |                        |
| マレーグマ                             | 下地紫野     | ★★★        | 近距離     | パワフルっ娘連合       |                        |
| エミュー                               | 長久友紀     | ★★★        | 近距離     |                        |                        |
| ハクビシン                             | 竹内若子     | ★★★        | 近距離     |                        |                        |
| フタコブラクダ                         | 斉藤佑圭     | ★★         | 近距離     |                        |                        |
| ノロジカ                               | 松井恵理子   | ★★★        | 近距離     | けも勇槍騎士団         |                        |
| リュウキュウイノシシ（ヤマンシー）     | 奥谷楓       | ★★★        | 近距離     | パワフルっ娘連合       |                        |
| ナマケモノ                             | 伊藤かな恵   | ★★         | 近距離     |                        |                        |
| ヤブワラビー                           | 長久友紀     | ★★★★       | 近距離     | エプロン愛好会         |                        |
| ゴールデンタビータイガー（ルビー）     | 山下まみ     | ★★★★★      | 中距離     | 百獣の王の一族         | 限定フレンズ           |
| リカオン                               | 長久友紀     | ★★★★       | 近距離     | オオカミ連盟           |                        |
| ミシシッピーワニ                       | 森下由樹子   | ★★★        | 近距離     | チーム・噛んじゃうぞ   |                        |
| オオサンショウウオ                     | 竹内若子     | ★★★        | 近距離     | チーム・噛んじゃうぞ   |                        |
| ブラックマンバ                         | 相沢舞       | ★★         | 近距離     | チーム・噛んじゃうぞ   |                        |
| テングコウモリ                         | 高橋未奈美   | ★★★★★      | 遠距離     |                        |                        |
| ウサギコウモリ                         | 高柳知葉     | ★★★★       | 近距離     |                        |                        |
| カグヤコウモリ                         | 今野宏美     | ★★★★       | 遠距離     |                        |                        |
| グアナコ                               | 長妻樹里     | ★★         | 近距離     |                        |                        |
| コウノトリ                             | 松井恵理子   | ★★★        | 近距離     |                        |                        |
| コシベニペリカン                       | 長妻樹里     | ★★★        | 近距離     |                        |                        |
| シロミミオポッサム                     | 松井恵理子   | ★★★        | 近距離     | エプロン愛好会         | 限定フレンズ           |
| アムールトラ                           | 加隈亜衣     | ★★★★       | 遠距離     | 百獣の王の一族         |                        |
| ホッキョクウサギ                       | 下地紫野     | ★★★        | 近距離     |                        |                        |
| トド                                   | 松井恵理子   | ★★★        | 近距離     | ウォーターガールズ     |                        |
| ミュールジカ                           | 高柳知葉     | ★★★★       | 近距離     | けも勇槍騎士団         |                        |
| アフリカタテガミヤマアラシ（ヤマ）     | 今野宏美     | ★★★        | 近距離     |                        | 限定フレンズ           |
| ライチョウ                             | 高橋未奈美   | ★★★★★      | 遠距離     | まったり浮遊部         |                        |
| イワトビペンギン（イワビー）           | 後藤友香里   | ★★★★★      | 中距離     | ウォーターガールズ     |                        |
| フンボルトペンギン（フルル）           | 高橋花林     | ★★★★★      | 回復       | ウォーターガールズ     |                        |
| ジュゴン                               | 高橋未奈美   | ★★★★       | 回復       | ウォーターガールズ     |                        |
| アラスカラッコ                         | 山下まみ     | ★★★        | 近距離     | ウォーターガールズ     |                        |
| バイカルアザラシ                       | 高橋未奈美   | ★★★        | 中距離     | ウォーターガールズ     |                        |
| マーコール                             | 庄司宇芽香   | ★★★★       | 回復       |                        | 限定フレンズ           |
| ジャングルキャット                     | 庄司宇芽香   | ★★★        | 近距離     | にゃんにゃんファミリー |                        |
| ターキン                               | 佐藤朱       | ★★★        | 中距離     | けも勇槍騎士団         | 限定フレンズ           |
| スマトラサイ                           | 庄司宇芽香   | ★★★        | 中距離     | パワフルっ娘連合       |                        |
| チベットスナギツネ（チベスナ）         | 川上莉央     | ★★★★       | 近距離     |                        | 限定フレンズ           |
| オオミミギツネ                         | 諏訪彩花     | ★★★★       | 中距離     |                        |                        |
| ヒツジ                                 | 一木千洋     | ★★★★★      | 近距離     |                        | 限定フレンズ           |
| ヤマバク                               | 高橋花林     | ★★★        | 近距離     |                        |                        |
| ゴマバラワシ                           | 鹿野優以     | ★★★★       | 遠距離     |                        |                        |
| ドードー                               | 庄司宇芽香   | ★★★        | 近距離     |                        |                        |
| ウミウ                                 | 津田美波     | ★★★        | 遠距離     |                        |                        |
| エゾオオカミ                           | 安西英美     | ★★★★★      | 中距離     | オオカミ連盟           |                        |
| カムチャッカオオヒグマ（カムチャマ）   | 高野麻里佳   | ★★★★★      | 近距離     | パワフルっ娘連合       |                        |
| タテゴトアザラシ（テト）               | 大西沙織     | ★★★★       | 回復       | ウォーターガールズ     |                        |
| ワモンアザラシ（モンち）               | 川上莉央     | ★★★        | 近距離     | ウォーターガールズ     | 限定フレンズ           |
| イリオモテヤマネコ（リオ）             | 高野麻里佳   | ★★★★★      | 近距離     | にゃんにゃんファミリー |                        |
| マレーヤマネコ                         | 高柳知葉     | ★★★        | 近距離     | にゃんにゃんファミリー |                        |
| エメラルドツリーボア（エメボア）       | 川上莉央     | ★★★★★      | 近距離     | チーム・噛んじゃうぞ   |                        |
| ホワイトライオン                       | 佐藤朱       | ★★★★       | 近距離     | 百獣の王の一族         |                        |
| ヨーロッパビーバー                     | 相沢舞       | ★★★★       | 近距離     |                        |                        |
| エランド                               | Lynn         | ★★★        | 中距離     | けも勇槍騎士団         |                        |
| ノドグロミツオシエ                     | 山下まみ     | ★★★        | 中距離     | まったり浮遊部         | 限定フレンズ           |
| カワラバト                             | 矢作紗友里   | ★★★★★      | 回復       | まったり浮遊部         |                        |
| モリコキンメフクロウ（リコ）           | 諏訪彩花     | ★★★        | 回復       | まったり浮遊部         |                        |
| ウグイス                               | 安西英美     | ★★★        | 遠距離     | まったり浮遊部         |                        |
| フクロアリクイ                         | 和多田美咲   | ★★★        | 近距離     | エプロン愛好会         | 限定フレンズ           |
| ホルスタイン（フリシアン）             | 津田美波     | ★★★★★      | 回復       |                        |                        |
| エダハヘラオヤモリ（ラオ）             | 山崎はるか   | ★★★        | 中距離     | チーム・噛んじゃうぞ   |                        |
| シロヘラコウモリ（ロコリン）           | 大森加奈女   | ★★★        | 中距離     |                        |                        |
| チルー                                 | 大西沙織     | ★★★★       | 中距離     | けも勇槍騎士団         | 限定フレンズ           |
| アリゾナジャガー（ゾナ）               | 木村珠莉     | ★★★        | 回復       | 百獣の王の一族         |                        |
| ヒラコテリウム                         | 金魚わかな   | ★★★★       | 近距離     |                        |                        |
| ヘルベンダー                           | 沼倉愛美     | ★★★        | 遠距離     | チーム・噛んじゃうぞ   |                        |
| タイパン                               | 津田美波     | ★★★        | 中距離     | チーム・噛んじゃうぞ   | 限定フレンズ           |
| バンテン                               | 木村珠莉     | ★★★        | 中距離     |                        |                        |
| インドリ                               | 山崎はるか   | ★★★        | 回復       |                        | 限定フレンズ           |
| ヒメアルマジロ（フェアリー）           | 木村珠莉     | ★★★★★      | 近距離     |                        | 限定フレンズ           |
| ワオキツネザル                         | 三上枝織     | ★★★★★      | 中距離     |                        |                        |
| ゴリラ                                 | 沼倉愛美     | ★★★★       | 近距離     |                        |                        |
| オオガラゴ                             | 木村珠莉     | ★★★        | 近距離     |                        |                        |
| オポッサムモドキ（ポムポム）           | 津田美波     | ★★★★★      | 近距離     | エプロン愛好会         |                        |
| メガネウサギワラビー（メガビー）       | 山崎はるか   | ★★★        | 近距離     | エプロン愛好会         |                        |
| メガネフクロウ（メロウ）               | 沼倉愛美     | ★★★        | 近距離     | まったり浮遊部         |                        |
| ヒョウモンナメラ                       | 高野麻里佳   | ★★★        | 中距離     | チーム・噛んじゃうぞ   | 限定フレンズ           |
| ヒョウモンガメ                         | 矢作紗友里   | ★★★        | 回復       | チーム・噛んじゃうぞ   | 限定フレンズ           |
| ドワーフサイレン                       | 村川梨衣     | ★★★★★      | 遠距離     | チーム・噛んじゃうぞ   |                        |
| インドガビアル（イルイル）             | 三上枝織     | ★★★        | 中距離     | チーム・噛んじゃうぞ   |                        |
| ヌートリア                             | 三上枝織     | ★★★        | 近距離     |                        | 限定フレンズ           |
| ヤンバルクイナ                         | 沼倉愛美     | ★★★★       | 近距離     |                        |                        |
| ゴールデンライオンタマリン（ゴラリン） | のぐちゆり   | ★★★★★      | 近距離     |                        | 限定フレンズ           |
| セキショクヤケイ                       | 三上枝織     | ★★★★       | 近距離     | まったり浮遊部         |                        |
| アリツカゲラ                           | 吉川未来     | ★★★★       | 近距離     | まったり浮遊部         |                        |
| アメリカレア（レア）                   | 辻美優       | ★★★★★      | 近距離     |                        |                        |
| モウコノウマ                           | 鹿野優以     | ★★★★★      | 近距離     |                        | 限定フレンズ           |
| アイベックス                           | 井上里奈     | ★★★        | 遠距離     | けも勇槍騎士団         | 限定フレンズ           |
| ヒメアリクイ（ヒメ）                   | 野中藍       | ★★★★★      | 近距離     |                        |                        |
| ブチハイエナ                           | 高橋美衣     | ★★★★       | 回復       | オオカミ連盟           |                        |
| チチュウカイモンクアザラシ（モイモイ） | 桑島法子     | ★★★★★      | 回復       | ウォーターガールズ     |                        |
| キタオットセイ（キタさん）             | 國府田マリ子 | ★★★★       | 回復       | ウォーターガールズ     |                        |
| セイリュウ                             | 大西沙織     | ★★★★★      | 遠距離     |                        | 四神フレンズ           |
| ダンザブロウダヌキ                     | 吉川未来     | ★★★★★      | 近距離     |                        | 強神フレンズ           |
| シロナガスクジラ                       | 桑島法子     | ★★★★★      | 中距離     |                        | 強神フレンズ           |
| イエネコ                               | 桑島法子     | ★★★★★      | 近距離     | にゃんにゃんファミリー | 限定フレンズ           |
| スカイフィッシュ                       | なし         | ★          | 中距離     |                        | クエストクリア報酬     |

### コラボレーション（ネクソン版ゲーム）
共に期間限定イベントとして開催、タイアップ対象の限定フレンズを入手できた。完全無料化の際のイベント復刻では割愛されている。
ケロロ軍曹襲来!? ジャパリパークを侵略するであります！
『ケロロ軍曹』とのコラボレーションイベント。
対象フレンズは以下の通り。ケロロのみ2016年3月31日までは『ケロロ軍曹』コミックス第26巻同梱のシリアルコード入力でも入手可能であった。
| 名前   | 声         | 属性       | レアリティ | 攻撃タイプ | 備考 |
| ------ | ---------- | ---------- | ---------- | ---------- | ---- |
| ケロロ | 伊藤かな恵 | ピュア     | ★★★★       | 近距離     |      |
| ギロロ | 松井恵理子 | パッション | ★★★★       | 遠距離     |      |
| ドロロ | 長妻樹里   | クール     | ★★★★       | 中距離     |      |
| クルル | 宇和川恵美 | クール     | ★★★★       | 遠距離     |      |
| タママ | 前田愛     | ピュア     | ★★★★       | 近距離     |      |
けもの9課 TACHIKOMA FRIENDS すたんど あろーん けもぷれっくす
『攻殻機動隊 STAND ALONE COMPLEX』とのコラボレーションイベント。
対象フレンズは以下の通り。
| 名前                            | 声         | 属性       | レアリティ | 攻撃タイプ | 備考 |
| ------------------------------- | ---------- | ---------- | ---------- | ---------- | ---- |
| タチコマ Type-A（タチコマ）     | 玉川砂記子 | パッション | ★★★★★      | 遠距離     |      |
| HAW-206（ハウ）                 | 玉川砂記子 | パッション | ★★★★★      | 近距離     |      |
| ロジコマ                        | 沢城みゆき | ピュア     | ★★★★★      | 近距離     |      |
| タチコマ Type-B（タチイエロー） | 玉川砂記子 | ピュア     | ★★★★       | 近距離     |      |
| タチコマ Type-C（タチシルバー） | 玉川砂記子 | クール     | ★★★★       | 遠距離     |      |
| ウチコマ                        | 玉川砂記子 | ピュア     | ★★★★       | 遠距離     |      |

### ストーリー（ネクソン版ゲーム）
| 章 | タイトル           |
| --- | ------------------ |
| ─ | チュートリアル     |
| バスの中で目覚めた主人公は、パークガイドであるミライからここがジャパリパークであること、招待されてきたことを告げられる。直後、モンスターに追われたアニマルガールのサーバルに出会い、悲鳴を聞いてやって来たヒグマと共に持っていたお守りの力でモンスターを撃退する。そしてサーバルそっくりのモンスター（偽サーバル）に出会うが取り逃がしてしまう。 |                    |
| 1章 | キョウシュウチホー |
| ヒグマと別れた一行は草原エリアに住むカラカルに会いに行く。その道すがら、パークには世界中のけものが集められていること、砂の星（サンドスター）によって女の子の姿になったこと、モンスターはセルリアンと呼ばれていることをミライから教わる。しかし出会ったカラカルはサーバルに襲われジャパリまんじゅうを奪われたと怒っていた。一行は偽サーバルを追いかけ、カラカルの誤解を解くことに成功するものの偽サーバルは逃がしてしまう。 |                    |
| 2章 | アンインチホー     |
| カラカルの加わった一行は森の賢者に会いに行く途中でセルリアンに追われて森の中で迷子になり、歌うとセルリアンを引き寄せてしまうトキと出会う。森の賢者ことアフリカオオコノハズクとワシミミズクの薦めで飲んだコパイバの樹液は逆効果だったが、お守りの力によりトキの歌に治癒効果が現れトキは一行に加わることを決める。 |                    |
| 3章 | サンカイチホー     |
| 砂漠エリアにやってきた一行は、水不足が起きていることを知った。アラビアオリックスは調査の力になる代わりに友人のトムソンガゼルを探してほしいと頼み、一行は承諾する。涸れたオアシスで出会ったヒトコブラクダとフタコブラクダからオアシス・ワンへ向かったという情報を得た一行は、大岩の上で孤立したトムソンガゼルを見つけ救出、さらに水不足の原因になっていた巨大セルリアンを倒すことに成功した。トムソンガゼルを迎えた一行は偽サーバルを追って水辺エリアへ向かう。 |                    |
| 4章 | ナカベチホー       |
| 釣りをしていたところをセルリアンに襲われたサーバルは人の言葉を失ってしまう。シロサイとクロサイは偽サーバルがガオガオ病という元の鳴き声しか出せなくなる病気の原因といい、カバは偽サーバルがセルリアンと仲良くしているところを見かけたという。突然一行の前に現れた偽サーバルを追う中でトキもガオガオ病になってしまい、偽サーバルを捕まえることに一度は成功するがまたも逃がしてしまう。セルリアンに付着していた虹色の粘液を調べて判明した中心地に向かった一行は、偽サーバルが虹色の粘液の原因である巨大セルリアンと共にいるところを目撃する。ギンギツネのワクチンの効能でセルリアンを倒し、トキやサーバルの病も治すことができたもののギンギツネはセルリアンに吹き飛ばされ気を失ってしまう。シロサイはギンギツネを雪原エリアに送り届ける一行に同行することにする。 |                    |
| 5章 | ホッカイチホー     |
| 一行は雪原エリアにたどり着いたが、目覚めたギンギツネは記憶を失っていた。キタキツネから地図を手に入れた一行は温泉で療養することにする。カピバラとバイカルアザラシから変わった効能の温泉の情報を得たものの、そこは「けものがぐだぐだになってしまう」グダグダ温泉だった。サーバルは温泉で再び出会った偽サーバルにセーバルと名前をつけ連れていくことにする。道中でミライは、セルリアンが輝きを奪い形をコピーする性質を持つと語る。一行はトナカイのいう超秘境温泉に向かうが、飛び込んだ泉は冷水だった。ショックで記憶を取り戻したギンギツネは、特別な力を持つオイナリサマの頼みで主人公を守っていたこと、ジャパリパークの玄関口パーク・セントラルが輝きを奪われ寂れていることを告げる。突然雪の中から巨大セルリアンを呼び起こしたセーバルを後をつけてきたアライグマとフェネックの協力で止めることには成功したが、セーバルは一行の下を立ち去る。 |                    |
| 6章 | ホートクチホー     |
| 山岳地帯にやってきた一行は、営業再開に向けた新イベント「スカイレース」に参加することになった。しかしコースにセルリアンが出現し、レースに参加していたタカが自信という輝きを奪われてしまう。輝きを奪ったセルリアンは翼を生やし、セーバルを載せて参加チームを襲う。さらに多くのセルリアンがアニマルガールたちを襲ったが、サーバルたちの説得で立て直したタカの作戦で撃退に成功。無事レースは終了するがセーバルは「セルリアンの女王のために」と言い残して去る。閉会式で主人公は過去を思い出し、その話を聞いたサーバルは落涙する。 |                    |
| 7章 | ゴコクチホー       |
| ゴコクチホーではゲージツ祭の準備が進んでいた。ところがマーゲイは自身の作る映画の台本とアイデアをセルリアンに奪われ落ち込んでいた。一行は台本探しに協力することに決める。道中でフェネックに会い、パーク・セントラルがセルリアンに襲われた夜の話をされるがサーバルは覚えていなかった。しかしお守りが輝きだしサーバルはけもハーモニーが起きた夜を思い出す。マーゲイを襲った黒いセルリアンはイッカクのスピアーも奪い取り込んでいたが、一行はセルリアンを倒し台本とスピアーを取り戻す。ボロボロになっていた台本で映画の撮影を始めると、亡霊船で台本を再現していたセーバルと黒いセルリアンに出会う。マーゲイはセーバルやセルリアンを巻き込んで撮影を続行するが、女王の影響を受けたセーバルが巨大セルリアンを呼び出し船が破壊されてしまう。セルリアンを倒すもののセーバルは吹き飛ばされ、映画の撮影も続行不能になるがマーゲイは自信を取り戻し完成を確約する。 ギンギツネは、けもハーモニーは心の何かが響きあって起きる奇跡だといい、その後もサーバルに宿っていた“特別”がセーバルに奪われたのだと確信する。 |                    |
| 8章 | リウキウチホー     |
| 飛ばされたセーバルを追ってイルカたちと共にリウキウチホーにやってきた一行は、守護けものであるシーサーライト・シーサーレフティに迎えられる。一行はもてなされ一泊することになり、ミライは主人公にパークスタッフであるカコの思い出話をする。夜半にセーバルが落下した島の調査に出向いていたリュウキュウイノシシが調査結果を持ち帰り、シーサーは女王がサーバルから奪った“特別”を使ってセルリアンを進化させ、究極のセルハーモニーを起こそうとしていると告げる。一行はシロナガスクジラの助けを借りて海中からセーバルの島へ向かうが、こっそりついてきたアライグマとフェネックが耐えられなくなり一つ手前の島で浮上。偶然陽動をしていたシーサー二人に出会い、女王がセルハーモニーを得た今ここでセーバルを止められなければパークを離れたほうがいい、またセルハーモニーの元になる“特別”をセーバルから取り上げればイレギュラーなセーバルは消滅してしまうだろうと主人公は告げられる。一行はヤンバルクイナとハブの助けを得てセーバルの下へ向かうが、セーバルは既に島を後にしていた。その後セルリアンに包囲されピンチに陥るがシーサー二人の力で脱出。別れ際にサーバルは、“特別”をセーバルから取り返すことができる塩のお守りを受け取る。 |                    |
| 9章 | パークセントラル   |
| パーク・セントラルに辿り着いた一行は、輝きを奪われ寂れ切った様子に愕然となる。状況報告のために管理センターと通信したミライはカコが避難時に意識不明になり今も意識が戻らないことを知らされる。セーバルを追ってけものキャッスルにやってきた一行は、セルリアンの女王が作り上げたバリアに阻まれてしまう。バリアを作り上げている7体のセルリアンを倒すために一行は手分けしてセルリアンへ向かい、そこへパーク中から集まったアニマルガールが加勢に入る。全てのセルリアンを倒し、バリアが消えたけものキャッスルに主人公、サーバル、ミライが乗り込む。 |                    |
| 10章 | 女王の間           |
| けものキャッスルに乗り込んだサーバルはセーバル、そして女王を結界で閉じ込めているオイナリサマと対面する。オイナリサマは女王に操られたセーバルからサーバルを守るが、その隙を突かれて女王を閉じ込めていた結界が破壊されてしまう。女王の語り掛けにミライは説得を試みるが、無駄に終わる。戻ってきたメンバーの助太刀で一度は塩のお守りを使う寸前まで行くが、マーゲイがモニターに流した映画を見たセーバルの意識が戻り、サーバルは塩のお守りを自分で飲み込む。それを見たセーバルは輝きを生み出し、女王との断絶を宣言する。一同は総力を挙げて女王を叩くものの、女王はセルハーモニーを強行する。しかしセルハーモニーは集まったアニマルガールによって生み出されたパーク・セントラルの輝きによって阻まれ、女王は倒される。オイナリサマは主人公のお守りになにも印が刻まれていないことを訝しむが、自身の紋を刻み守護の力を授ける。パーク・セントラルは再建が進められることとなり、意識不明だったカコも目を覚ます。主人公はアニマルガールから園長と呼ばれるようになり、ミライは新たなスタッフに語り掛ける。「あなたは、けものがお好きですか？」 物語は主人公とサーバルたちが再びパークを巡る旅に出るシーンで幕を閉じる。              |                    |

### 登場キャラクター（ネクソン版ゲーム）
主人公
プレイヤー自身。デフォルトネームは無い。ジャパリパークの創始者に選ばれたお客様。フレンズに力を与えるお守りを持つ。ミライと会いパークに行くことを承諾したが、パークに入った途端記憶を失った。女王を倒した後、園長と呼ばれるようになった。
パークガイド
声 - 内田彩
ゲームのナビゲーターも務めるパークの女性ガイド。名前は「ミライ」。作中では基本的にガイドさんと呼ばれる。自他ともに認める動物マニアで、好きが高じて恍惚とよだれが出てしまうことも。パーク内で登場するアニマルガールの特徴を解説するとともに、セルリアンの調査もこなしている。
サーバル
声 - 野中藍
主人公が最初に出会ったアニマルガール。親友はカラカル。偽サーバルが現れたことから各地でトラブルに巻き込まれていく。
偽サーバル
声 - 野中藍
主人公の一行の前に姿を現したサーバルによく似たセルリアン。物語の中盤にサーバルによって「セーバル」と名付けられる。他のセルリアンと異なり意思疎通ができるが、時折「ジョオウ」「イカナクテハ」などの言葉を発し、姿を消してしまう。
研究所副所長
パークガイドの言及のみで本編未登場。ジャパリパークでの動物研究所に所属する副所長。名前は「カコ」。パークガイドのミライと友人関係。自身の過去の出来事に由来して現在の研究職に携わっており、絶滅種を復元した功績を持つ。ゲーム中では意識不明で倒れているところを発見し、病院へ搬送されている。
「女王」
休園に陥った襲撃事件において、セルリアンを取りまとめているとされる特殊なセルリアン。髪は末端部分が極色彩になっている白い長髪、体色は黒という人間型で、言語を話せる特異な個体の一つ。

### 用語（ネクソン版ゲーム）
特別
かつてけもの病院脱出時にサーバルに宿っていた力のようなもの。心の響きあう現象・けもハーモニーに際してオイナリサマから受け取り、偽サーバルに関係する記憶ごと奪われてしまった。女王が吸収することにより、セルリアンの究極進化を促す現象・セルハーモニーの源にした。
お守り
主人公（園長）が身に着けている謎のアイテム。アニマルガールを強化する能力を持っている。想いに反応して力を発揮するとパークガイドは推測している。守護けものの紋章を刻むことができ、セルリアン女王を倒した後は、オイナリサマの紋章が感謝のしるしとして刻まれた。
日記
アニマルガールやパークガイドが記入している日記。主に、シナリオの導入部などで挿入される。それぞれのアニマルガールが動向の調査のために管理センターから記入を依頼されている。サーバルたちが日記を記入していることを知ったセルリアン時代のセーバルも記入したことがある。
ガオガオ病
偽サーバルがやってきて以来ナカベチホーで流行している、アニマルガールが虹色の粘液を触ると感染する病。かかると元の動物の鳴き声しか出せなくなり、徐々に理性を失っていく。主人公のお守りの力で症状の進行を抑えることができる。
けもの病院
パークセントラル近郊の管理センターに存在する動物病院。けものキャッスルを見ることができる位置に存在している。フレンズになる前のサーバルとフェネックが入院していた。本編以前にセルリアンの襲撃を受けた。

### イベントクエスト（ネクソン版ゲーム）
サイドストーリー
| タイトル                                                             | 期間                       | 備考                      |
| 2015年                                                               | 2015年                     | 2015年                    |
| -------------------------------------------------------------------- | -------------------------- | ------------------------- |
| クイーン失踪！？キタキツネを探せ！                                   | 3月19日[23]～同月26日      | キタキツネ事前登録1位記念 |
| ケロロ軍曹襲来！？ジャンパリパークを侵略するであります！             | 3月26日～4月9日[24]        | ケロロ軍曹コラボ          |
| 復刻！！クイーン失踪！？キタキツネを探せ！                           | 4月23日[25]～同月30日      | 復刻クエスト              |
| 伝説のバラとふたりの絆                                               | 4月30日～5月11日[26]       |                           |
| みんなで倒せ！悪魔の花 討伐大作戦                                    | 6月1日～同月11日[27]       |                           |
| けもの9課 TACHIKOMA FRIENDS すたんど あろーん けもぷれっくす         | 7月1日～同月9日[28]        | 攻殻機動隊コラボ          |
| ビーチの最速マーメイド！                                             | 7月16日[29]～同月23日      |                           |
| けもの林間学校へようこそ～炎の夏合宿～                               | 7月23日～同月30日[30]      |                           |
| 夜空に咲かせ！打ち上げ花火！                                         | 7月30日～8月10日[31]       |                           |
| キツネの肝試し！怪異の森のお化けフレンズ！？                         | 8月20日～同月27日[32]      |                           |
| みんなで起こせ！覚めない夢の迷いけもの                               | 8月27日[33]～9月7日        |                           |
| おまえの中の野生を見せてみろ！開幕！バビルサ博士の「けもの力」テスト | 9月17日[34]～同月28日      |                           |
| おいしいコーヒー届けます！ジャパリカフェ出前物語                     | 9月28日～10月8日[35]       |                           |
| 山が私を呼んでいる！巨峰に挑め！秋のスーパー遠足                     | 10月8日[36]～同月21日      |                           |
| トリックオアトリート！お菓子泥棒を追え！                             | 10月21日[37]～11月5日      |                           |
| ジャパリ農園収穫祭ぶっちぎり芋ほり伝説！                             | 11月5日[38]～同月19日      |                           |
| 知識の森 書の旅 サーバル、図書館へ行く                               | 11月19日[39]～同月30日     |                           |
| キンコとアルルのイルミネーションファンタジア                         | 11月30日[40]～12月14日     |                           |
| 聖夜のプレゼント奪還作戦！みんなで鳴らせ！ジングルベル               | 12月14日[41]～同月25日     |                           |
| あのフレンズは今 年末年始、もう一度あの娘に会いたいスペシャル！      | 12月25日[42]～2016年1月7日 |                           |
| 2016年                                                               |                            |                           |
| メガネのシンデレラ舞踏会の舞姫を追え！                               | 1月14日[43]～同月21日      |                           |
| 激闘！密着24時！ジャパリ警察 犯罪撲滅作戦！                          | 1月21日～2月4日[44]        |                           |
| 駆けろタイリクシスターズ！愛と情熱のバレンタインラプソディー         | 2月4日[45]～同月15日       |                           |
| 理想のマイホーム探し ジャパリバードガーデンへ行こう！                | 2月17日[46]～同月25日      |                           |
| 奮戦おひなさま！桃の節句のスーパーひな壇防衛戦                       | 2月25日[47]～3月7日        |                           |
グループクエスト
| タイトル                                           | 該当グループ           | 開始日             | 備考 |
| -------------------------------------------------- | ---------------------- | ------------------ | ---- |
| もふもふにゃおん♪ネコのお茶会へようこそ！          | にゃんにゃんファミリー | 2015年4月16日[20]  |      |
| ハートもイチコロ！恋するポイズンガ～ル             | チーム・噛んじゃうぞ   | 2015年5月21日[48]  |      |
| 熱戦！槍術トーナメント                             | けも勇槍騎士団         | 2015年6月18日[49]  |      |
| 極地からやってきたアイドル「Penguin Idol Project」 | ウォーターガールズ     | 2015年7月19日[50]  |      |
| 星の岩を砕け！パワフルっ娘大突撃！                 | パワフルっ娘連合       | 2015年8月10日[51]  |      |
| オオカミハウスの惨劇！？赤ずきんは誰だ！           | オオカミ連盟           | 2015年9月10日[52]  |      |
| 博士と助手のお宅訪問！鳥たちの生態を探れ！         | まったり浮遊部         | 2015年10月15日[53] |      |
| 一獅当千！百獣の王たちの戦い                       | 百獣の王の一族         | 2015年11月12日[54] |      |
| ポケットフレンズ愛と癒しのおもてなし対決！         | エプロン愛好会         | 2016年1月7日[55]   |      |
四神クエスト
前提となるフラグクエストを攻略すると、四神獣フレンズに挑めるようになるクエスト。タイトルは、「四神降臨！我らジャパリパークの護りなり」。2016年3月10日から開始。時間帯ごとに登場する四神獣フレンズが異なる。順次1体ずつ四神獣フレンズが実装され、2016年3月16日に4体が揃った。
強敵クエスト
前提となるフラグクエストを攻略すると、強敵フレンズに挑めるようになるクエスト。2016年3月25日から開始。

### 開発（ネクソン版ゲーム）
けものフレンズプロジェクトの発端となるクライアントの依頼当時からネクソンは待機しており、初期に企画された3つのコンテンツのうちの1つである本作は他と比べ先行して制作を開始した。本作の制作資金はネクソン1社で拠出しており、その代わりけものフレンズプロジェクトは制作に全面協力を行った。1周年以降の無料期間も制作費はネクソン側が拠出している。シナリオのフロンティアクリエイターズプロジェクトが制作に参加した時点では、吉崎観音のコンセプトイラストは数えるほどであり、各キャラクターの特徴も本作の制作サイドからけものフレンズプロジェクトへ提案することがあった。アイテムの説明テキストなどはシナリオチームではなく、開発・運営スタッフによるもので、フルボイスで収録されたエピローグのサーバルのセリフも、開発・運営側が考案したセリフである。アドベンチャーパートで使用するSDキャラクターのイラストに関しては、ネクソン側の要望で吉崎観音のイラストを使用することになったが、吉崎観音のデザインを基にタッチを似せたネクソン側デザイナーのフレンズも登場しており、後にネクソンフレンズ、ネクソン版フレンズと呼称されている。ネクソン版終了後ネクソンフレンズは、改めて吉崎観音デザインに統一するためのリライトが行われた。

### 他作品への影響（ネクソン版ゲーム）
アニメ1作目では、9話で本作のタイトルBGMが使用されたほか、キャラクターソングCD『Japari Café』収録のけものパレードにて同じメロディが使用されている。10話ではラッキービーストが投影する映像のサーバルの声を、本作でサーバルを担当した野中藍が担当している。
2018年8月10日より本作のメインストーリーを基にしたアニメーション作品『ようこそジャパリパーク』があにてれから配信されたほか、本作のメインストーリーの要約文がオフィシャルガイドブック『プロジェクトの軌跡』に掲載された。
けものフレンズ3では、制作陣が本作の設定を念頭に開発を行っており、地続きであることを匂わせる描写も入っている。またハーフアニバーサリーを記念して、電撃オンラインサイト上に本作のシナリオライター・釼持竜太郎とけものフレンズ3のディレクターの対談が掲載された。

### ようこそジャパリパーク
2018年8月10日よりテレビ東京が運営するサービス「あにてれ」にてショートストーリー『ようこそジャパリパーク』を配信。ネクソン版ゲームの内容を記録映像という形で収録した形式を取っている。。
コミックマーケット94のあにてれブースで無料配布されたあにてれお宝DVD内に本作の1話が収録されたが、他の話については映像ソフトに収録されていない。

#### キャスト
- サーバル - 野中藍
- ミライ - 内田彩
- カラカル - 広橋涼
- セーバル - 野中藍
- トキ - 照井春佳
- アフリカオオコノハズク - 斉藤佑圭
- ワシミミズク - 大和田仁美
- ギンギツネ - 白石涼子
- アラビアオリックス - 神田朱未
- トムソンガゼル - 浅野真澄

- アライグマ - 大空直美
- フェネック - 藤井ゆきよ
- クロサイ - 大空直美
- シロサイ - 白石涼子
- オオタカ - 斉藤佑圭
- ハクトウワシ - 白石涼子
- カワラバト - 矢作紗友里
- マーゲイ - 照井春佳
- ラッキービースト - 内田彩
- カコ博士 - 井上喜久子

- パークスタッフ - 八木ましろ、菅まどか、根本流風
- ナレーション - 尾崎由香（第1話 - 第4話）、本宮佳奈（第5話 - 第8話）、小野早稀（第9話 - 第12話）

#### スタッフ
- 企画・原作 - けものフレンズプロジェクト
- コンセプトデザイン - 吉崎観音
- 監督・脚本・動画・撮影・編集 - 春日森春木
- シリーズ構成・脚本 - 釼持竜太郎
- シナリオプロデューサー - 栗田真樹生
- 音響監督 - 阿部信行
- 音楽 - 立山秋航、松野恭平
- プロデューサー
  - テレビ東京 - 細谷伸之（第1話 - 第13話）→佐藤友隆（第14話 - ）
  - KADOKAWA - 梶井斉
  - Age Global Networks - 加藤英治
- 協力 - ネクソン

#### 各話リスト
| 話数 | 配信日         | 紹介フレンズ                               | ゲーム版該当話          |
| ---- | -------------- | ------------------------------------------ | ----------------------- |
| #1   | 2018年 8月10日 | サーバル                                   | チュートリアル          |
| #2   | 8月12日        | バーバリライオン                           | 1章1話～5話             |
| #3   | 9月1日         | カラカル                                   | 1章5話～1章エピローグ   |
| #4   | 9月15日        | トキ                                       | 2章1話～2章8話          |
| #5   | 10月1日        | アフリカオオコノハズク                     | 2章9話～2章16話         |
| #6   | 10月15日       | ワシミミズク                               | 2章16話～2章19話        |
| #7   | 11月1日        | ギンギツネ                                 | 2章19話～2章エピローグ  |
| #8   | 11月15日       | アラビアオリックス                         | 3章1話～3章7話          |
| #9   | 12月1日        | アライグマ                                 | 3章8話～3章10話         |
| #10  | 12月15日       | トムソンガゼル                             | 3章11話～3章13話        |
| #11  | 2019年 1月1日  | フェネック                                 | 3章14話～3章18話        |
| #12  | 4月15日        | ヒトコブラクダ                             | 3章19話～3章エピローグ  |
| #13  | 5月1日         | オオフラミンゴ                             | 4章1話～4章2話          |
| #14  | 5月15日        | クロサイ シロサイ                          | 4章3話～4章9話          |
| #15  | 6月1日         | カモノハシ                                 | 4章10話～4章16話        |
| #16  | 6月15日        | カピバラ                                   | 4章16話～4章エピローグ  |
| #17  | 7月1日         | ホッキョクグマ                             | 5章1話～5章14話         |
| #18  | 7月15日        | ギンギツネ                                 | 5章15話～5章エピローグ  |
| #19  | 8月1日         | オオタカ                                   | 6章1話～6章9話          |
| #20  | 8月15日        | ハクトウワシ                               | 6章10話～6章エピローグ  |
| #21  | 9月1日         | マーゲイ                                   | 7章1話～7章7話          |
| #22  | 9月15日        | タヌキ                                     | 7章8話～7章10話         |
| #23  | 10月1日        | バンドウイルカ シナウスイロイルカ マイルカ | 7章9話～7章18話         |
| #24  | 10月15日       | イッカク                                   | 7章18話～7章エピローグ  |
| #25  | 2020年 4月15日 | シロナガスクジラ                           | 8章1話～8章7話          |
| #26  | 5月1日         | ヤンバルクイナ                             | 8章8話～8章10話         |
| #27  | 5月15日        | イリオモテヤマネコ                         | 8章10話～8章エピローグ  |
| #28  | 6月1日         | ハブ                                       | 8章エピローグ～9章1話   |
| #29  | 6月15日        | マンモス（ケナガマンモス）                 | 9章1話～9章5話          |
| #30  | 7月1日         | サーベルタイガー                           | 9章5話～9章7話          |
| #31  | 7月15日        | チベットスナギツネ                         | 9章8話～9章14話         |
| #32  | 8月1日         | キバノロ                                   | 9章15話～10章2話        |
| #33  | 8月15日        | ビントロング                               | 10章3話～10章5話        |
| #34  | 9月1日         | ─                                          | 10章5話                 |
| #35  | 9月15日        | ─                                          | 10章5話～10章7話        |
| #36  | 10月1日        | ─                                          | 10章7話～10章エピローグ |

## けものフレンズぱびりおん
ブシモより2018年1月26日にサービスが開始されたゲームアプリ。開発はUniqueWave。ジャンルはフレンズ観察ゲーム。基本プレイ無料（アイテム課金制）。2020年8月25日よりUniqueWaveへ配信と運営が移管されている。2021年6月30日をもってサービスを終了、同日よりオフラインでゲーム内データを閲覧可能なアーカイブ版が配信された（2021年7月30日までの期間限定配信）。
フレンズ観察ゲームであり、パビリオンの施設にいたプレイヤーが、セルリアンの襲撃によってデータが破損してしまったジャパリパークパビリオンのアーカイブをラッキービースト3型とともに修復していく物語となっている。
2020年5月21日に簡体字版『动物朋友展览区』がbilibiliから配信された。2021年11月17日に運営を終了している。

### システム（ぱびりおん）
基本の流れ
エリアにあそびどうぐを設置し、LB1型の持つジャパリまんを補充することで、フレンズをエリア内に呼び込むことができる。フレンズの観察を行うことによってフレンズあーかいぶに登録され、ジャパリパークパビリオンが復旧していく。呼び込んだフレンズの組み合わせによっては、特別なフレンズ同士の会話・けもトークが発生し、フレンズとあそびどうぐの組み合わせによってはフレンズが珍しい行動を取る。
あそびどうぐ
ピカピカを消費してSSプリンターを使用するか、材料を消費することで作ることができる。ピカピカは特定の条件を達成した報酬などで入手できる。地上におけるものと水上におけるものに分かれており、エリアには最大10個のあそびどうぐを配置することができる。
ジャパリまんじゅう
2種類あり、通常のものと特製のものがある。特製ジャパリまんじゅうを配ることによって多くのフレンズを呼び込むことができるようになる。
エリア
エリアによって呼び込めるフレンズが変わる。新しいエリアの解放にはパビリコインが必要で、フレンズを観察したときに入手できる。実装されたエリアは、さばんな、みずべ、こうざん、じゃんぐる、さばく、かいよう、サバンナ、ゆきやま、へいげん、こうざん。
世代
アニメ1期をベースとした第？世代と、ネクソン版をベースとした第2世代が存在し、キャラクターのデザインや性格、各エリアの背景で世代による違いが存在する。
追加機能
2018年11月30日にフレンズがジャパリまんじゅうを獲得しながら障害物競走をするミニゲーム・アトラクションが実装された。

### 開発（ぱびりおん）
アニメ版の好評をうけ、ブシロード（ブシモ）がゲームを再始動させる「プロジェクトG」として告知。2017年8月14日、開設されたティザーサイト上でアラームアプリ『けものフレンズあらーむ』と同時にリリース予定であることが発表された。発表当時は、2017年中のリリースを予定していたが、開発の遅延により2018年1月下旬にリリース予定に変更された。課金時の年齢確認のために、算数の問題の回答が必要であることがリリース当時話題になった。3周年を迎えた2021年1月26日にオリジナルストーリーの実装などを告知したが、実装されることなく配信終了し、開発元のUniqueWaveも配信終了後に解散している。

### リリース（ぱびりおん）
コラボ
- 2018年6月7日～同年7月9日 - アプリ「しろくろジョーカー」[96]
- 2018年11月9日[97]～同月14日[98] - Webアニメ「ようこそジャパリパーク」
- 2019年11月8日[99]～同月13日[100] - アプリ「けものフレンズあらーむ2」
- 2020年10月8日[101]～同月29日[102] - アーケードゲーム「けものフレンズ3プラネットツアーズ」[103]

アップデート履歴
| Ver    | 配信日         | 備考         |
| ------ | -------------- | ------------ |
| 1.0.1  | 2018年 2月2日  |              |
| 1.0.2  | 2月9日         |              |
| 1.0.3  | 3月1日         |              |
| 1.0.4  | 3月15日        |              |
| 1.1.0  | 4月3日         |              |
| 1.1.1  | 4月17日        |              |
| 1.1.2  | 5月9日         |              |
| 1.1.3  | 5月16日        |              |
| 1.2.0  | 6月6日         |              |
| 1.2.1  | 7月30日        |              |
| 1.3.0  | 8月14日        |              |
| 1.3.1  | 10月3日        |              |
| 1.3.2  | 10月12日       |              |
| 1.4.0  | 10月30日       |              |
| 1.4.1  | 10月31日       |              |
| 1.4.2  | 11月12日       |              |
| 1.5.0  | 11月30日       |              |
| 1.6.0  | 12月12日       |              |
| 1.7.0  | 12月20日       |              |
| 1.7.2  | 2019年 2月6日  |              |
| 1.7.3  | 2月20日        |              |
| 1.7.4  | 4月10日        |              |
| 1.7.7  | 8月15日        |              |
| 1.8.0  | 10月24日       |              |
| 1.9.0  | 11月20日       |              |
| 1.9.2  | 2020年 1月24日 |              |
| 1.9.3  | 1月29日        |              |
| 1.9.4  | 2月28日        |              |
| 1.10.0 | 4月15日        |              |
| 1.10.1 | 4月23日        |              |
| 1.10.2 | 5月26日        |              |
| 1.11.0 | 7月3日         |              |
| 1.12.0 | 8月5日         |              |
| 1.12.1 | 8月20日        | 運営移管準備 |
| 1.14.0 | 9月7日         | 運営移管     |
| 1.15.0 | 10月12日       |              |
| 1.16.0 | 11月25日       |              |
| 1.16.1 | 2021年 1月25日 |              |
| 1.16.2 | 2月18日        |              |
| 1.16.3 | 2月25日        |              |
| 1.16.4 | 5月18日        |              |
| 1.17.0 | 7月30日        | オフライン版 |

### スタッフ（ぱびりおん）
- コンセプトアート - 吉崎観音
- OPナレーション - 大塚芳忠
- ラッキービーストI型ボイス - 内田彩
- ラッキービーストIII型ボイス - 遠野ひかる[146]
- タイトルロゴデザイン - 米田龍平（Y's）[147]
- 開発協力 - キャラバンモード
- サウンド協力 - リサレコ[148]
- デザイン協力 - オペラハウス、キュービスト、クロスオーバーソリューションズ、ダンテライオンアニメーションスタジオ
- 背景 - ぴっぴ
- QA協力 - ポールトゥウィン
- TGS2017PV制作 - POINT PICTURES[149]

主題歌「フレ！フレ！ベストフレンズ」
作詞・作曲・編曲 - 大石昌良 / 歌 - どうぶつビスケッツ×PPP

## けものフレンズ：ぱずるごっこ
株式会社FUNPLE STREAMが開発、配信したゲームアプリである。2018年2月22日配信開始。ジャンルはマッチ3パズルゲーム。日本語、英語、韓国語、簡体字中国語、繁体字中国語の5つの言語に対応している。全1000ステージ。

## けものフレンズ FESTIVAL
GOODROIDより2018年6月7日にサービスが開始されたゲームアプリ。ジャンルはアクションRPG。基本プレイ無料（アイテム課金制）。2019年9月以降、イベントの開催や新規フレンズの追加は行われておらず、2020年8月3日のメンテナンスの際にもコンテンツの追加については未定であることが告知された。2023年10月10日にAndroid版の提供を停止。2024年10月31日をもってサービスを終了。
ゲームシステムは、ドラッグ型アクションRPGで、Waveで構成されたステージを攻略する。相手のタイプは、自軍と同じく弾いて攻撃してくるフレンズと移動することなく攻撃してくるセルリアンの2タイプ存在している。
フレンズはキセキセキを消費し、スカウトを行うことで獲得でき、各パーティ4人のフレンズまで編成できる。フレンズをカスタマイズする方法として、フレンズLvを上げるフレンズ強化や、フレンズLvの上限を上げる野生解放、フレンズLvが上昇した際にもらえるポイントで各ステータスを上昇させるポイント割り振りなどが存在する。各フレンズやセルリアンには、わざが存在し、一定のターン経過で発動できるようになる。
各フレンズを入手することで、鳴き声や動物解説を聞くことができる。解説ボイスは、築田行子と根本流風が担当している。
イベント
| タイトル                                     | 期間                                 | 備考                          |
| 2018年                                       | 2018年                               | 2018年                        |
| -------------------------------------------- | ------------------------------------ | ----------------------------- |
| めんそ～れ！りうきうフレンズ♪                | 6月12日[161] 同月15日～同月21日[162] | 2019年3月30日に復刻[163][164] |
| みんなのアイドル！カラフルフルル！           | 6月22日～同月28日[165]               | 2019年4月11日に復刻[166]      |
| おねがい！たなばたのほしぞら                 | 6月30日～7月9日[167]                 | 2019年5月14日に復刻[168]      |
| ドタバタ！？フェネックカフェ                 | 7月10日～同月19日[169]               | 2019年6月7日に復刻[170]       |
| ねらって！マリンスプラッシュ！               | 7月21日～同月30日[171]               | 2019年6月28日に復刻[172]      |
| どきどき！真夏の海あそび！                   | 7月31日～8月9日[173]                 | 2019年7月26日に復刻[174]      |
| 咲かせて！夏の夜空に打ち上げ花火！           | 8月10日～同月20日[175]               | 2019年8月26日に復刻[176]      |
| レッツゴー！りうきう探険隊！                 | 8月21日～同月30日[177]               |                               |
| わいわい！フレンズたちのお月見会！           | 8月31日～9月10日[178]                | 2019年9月12日に復刻[179]      |
| おうえん！フレンズ☆チアリーダー！            | 9月13日～同月20日[180]               |                               |
| ジャガーとコツメカワウソのどんどこどんどん！ | 9月21日～同月30日[181]               |                               |
| フクロウ探偵登場！                           | 10月1日～同月9日[182]                |                               |
| 四神イベント！セイリュウ降臨！               | 10月10日～同月21日[183]              |                               |
| ジェーンとイワビーのハッピーハロウィン！     | 10月22日～同月30日[184]              |                               |
| 砂漠の天使とさがしもの                       | 10月31日～11月8日[185]               |                               |
| 四神イベント！ビャッコ降臨！                 | 11月9日～同月19日[186]               |                               |
| おねがい！シマウマシスター                   | 11月22日～同月29日[187]              |                               |
| ゆきやこんこん♪わんにゃんフレンズ            | 11月30日～12月10日[188]              |                               |
| 四神イベント！ゲンブ降臨！                   | 12月11日～同月20日[189]              |                               |
| ないしょの★はっぴーめりーくりすますぅ！      | 12月21日～同月30日[190]              |                               |
| 迎春！おきつねみくじ                         | 12月31日～2019年1月10日[191]         |                               |
| 2019年                                       |                                      |                               |
| 四神イベント！スザク降臨！                   | 1月11日～同月21日[192]               |                               |
| 初すべり★ゲレンデパニック                    | 1月22日～同月30日[193]               |                               |
| おにもいっしょ!?豆まき合戦                   | 1月31日～2月7日[194]                 |                               |
| 空からの贈り物？バレンタイン大作戦           | 2月8日～同月18日[195]                |                               |
| 華麗なるホワイトアイスリンク                 | 2月19日～同月27日[196]               |                               |
| みんなでたのしいひな祭り                     | 2月28日～3月8日[197]                 |                               |
| たべすぎ注意!?お助けナース                   | 3月9日～同月18日[197]                |                               |
| さくら舞う！入学式                           | 3月19日～同月29日[198]               |                               |
主題歌「純情フリッパー」
作詞 - 磯谷佳江 / 作曲 - 小野貴光 / 編曲 - 玉木千尋 / 歌 - PPP

## けものフレンズピクロス
ジュピターよりNintendo Switch用ダウンロードソフトとして2018年10月4日に配信開始。ピクチャークロスワードパズルゲーム『ピクロス』シリーズのひとつ。画面の隅からフレンズが見守る、みまもりフレンズ機能が存在し、絵柄は吉崎観音のSDキャラクターとけものフレンズぱびりおんのキャラクターの２パターンから選べる。
オープニングテーマ「ハッピービスケット」
作詞 - 高瀬愛虹 / 作曲 - ミライショウ / 編曲 - いんどなめこ / 歌 - どうぶつビスケッツ

## けものフレンズ3
開発はセガ・インタラクティブが行う。セガ（2020年3月まではセガゲームス）より、2019年9月24日にサービス開始。ターン制RPG形式。2020年3月25日にパソコンでプレイできるDMM GAMES版がサービスを開始。2021年8月より開発・運営がアピリッツへと移管された。

## けものフレンズ3 プラネットツアーズ

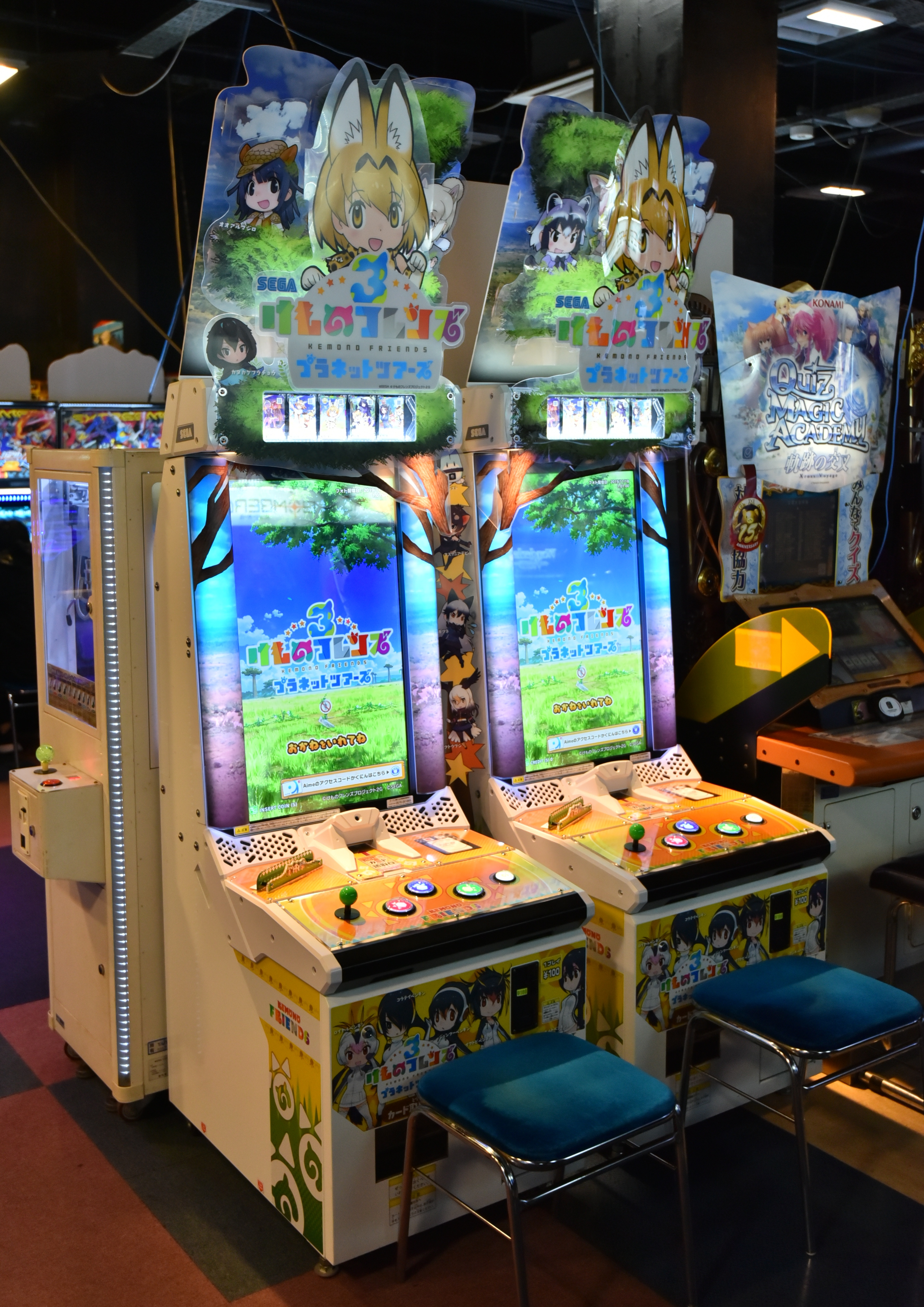
アーケードゲーム『けものフレンズ3 プラネットツアーズ』（セガ）の筐体

アーケード版は『けものフレンズ3 プラネットツアーズ』のタイトルで2019年9月26日稼働開始。2021年9月30日をもって稼働終了。